# Tillmitsch
Tillmitsch ist eine Gemeinde mit 3907 Einwohnern (Stand 1. Jänner 2024) im Bezirk Leibnitz im österreichischen Bundesland Steiermark.

## Geografie

### Geografische Lage
Tillmitsch liegt im westlichen Teil des Leibnitzer Feldes in der Südsteiermark.
Das Gemeindegebiet hat Anteil an den östlichen Ausläufern des Sausaler Hügellandes (bis 340 m Seehöhe), der größte Teil liegt aber in der Talebene (240 m über dem Meeresspiegel).

### Gemeindegliederung
Am 1. Jänner 1968 wurde die Gemeinde Altenberg bei Leibnitz eingemeindet.
Die Gemeinde Tillmitsch besteht seither aus vier Katastralgemeinden: Altenberg, Maxlon, Steingrub, Tillmitsch.
Ortschaften (in Klammern Einwohnerzahl Stand 1. Jänner 2024):
- Altenberg (204)
- Grössing (110)
- Maxlon (184)
- Neutillmitsch (1468)
- Steingrub (94)
- Tillmitsch (1847)

| Katastralgemeinden                                                                | Ortschaften in der Gemeinde |
| --------------------------------------------------------------------------------- | --- |
| Altenberg (2,56 km²) Maxlon (2,52 km²) Steingrub (0,82 km²) Tillmitsch (9,09 km²) | Altenberg bei Leibnitz (R) Neue Welt (R) Grössing (R) Maxlon (R) Neutillmitsch (D) Steingrub (R) Innerberg (R) Tillmitsch Links der Laßnitz Am Hochsteg (Sdlg) Obertillmitsch (D) Untertillmitsch (D) Tillmitsch Rechts der Laßnitz (R) Lichtenegg (R) Liebitz (R) Magga (ZH) |
| Legende                                                                           | |

| In der Spalte Katastralgemeinden sind sämtliche Katastralgemeinden einer Gemeinde angeführt. In der Klammer ist die jeweilige Fläche in km² angegeben. |
| In der Spalte Ortschaften sind sämtliche von der Statistik Austria erfassten Siedlungen, die auch eine eigene Ortschaftskennziffer aufweisen, angeführt. In der Hierarchieebene derselben Spalte, rechts eingerückt, werden nur Ansiedlungen, die mindestens aus mehreren Häusern bestehen, dargestellt. Die wichtigsten der verwendeten Abkürzungen sind: - M = Hauptort der Gemeinde - Stt = Stadtteil - R = Rotte - W = Weiler - D = Dorf - ZH = Zerstreute Häuser - Sdlg = Siedlung - Hgr = Häusergruppe - E = Einzelgehöft (nur wenn sie eine eigene Ortschaftskennziffer haben) Die komplette Liste der Statistik Austria ist in: Topographische Siedlungskennzeichnung nach STAT Zu beachten ist, dass manche Orte unterschiedliche Schreibweisen haben können. So können sich Katastralgemeinden anders schreiben als gleichnamige Ortschaften bzw. Gemeinden. Quelle: Statistik Austria – |

### Nachbargemeinden
Nachbargemeinden sind (alphabetisch): Gralla, Heimschuh, Kitzeck im Sausal, Lang, Lebring-Sankt Margarethen, Leibnitz und Sankt Nikolai im Sausal.
Die Landesfeuerwehrschule in der Nachbargemeinde Lebring wurde im Jahr 2021 als Verursacher von Verunreinigungen des Grundwassers und des Brunnenwassers mit PFAS festgestellt.

### Tourismusverband
Die Gemeinde bildet gemeinsam mit Großklein, Heimschuh, Kitzeck im Sausal, St. Andrä-Höch, St. Johann im Saggautal, St. Nikolai im Sausal und Gleinstätten den Tourismusverband „Sulmtal Sausal – Südsteirisches Weinland“. Dessen Sitz ist Kitzeck im Sausal.

## Geschichte

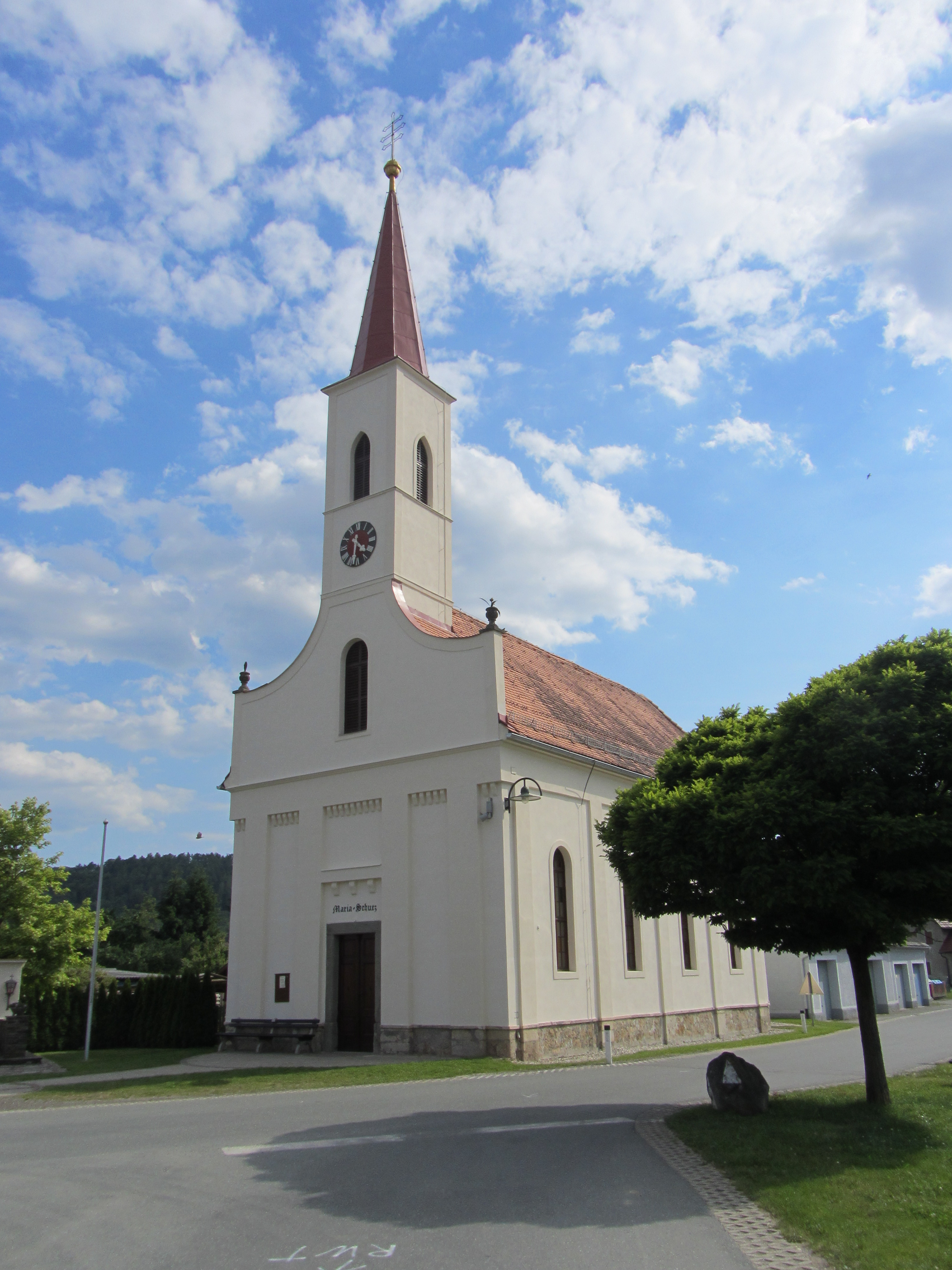
Katholische Filialkirche Tillmitsch

Tillmitsch wurde um 1220 erstmals urkundlich als „Tubnaz“ erwähnt. Im Ziegelwerk Guidassoni wurden Spuren einer Eisenschmelze aus der Zeit 1000 v. Chr. gefunden.
Nördlich, an der Grenze zu Lang, liegt die Eiserne Pforte, der Beginn des sogenannten Teufelsgrabens. Er erstreckt sich bis zur Mur in Bachsdorf. Der Teufelsgraben ist eine Art germanische Landwehr, ca. 11 m breit und ca. 2 m tief, aus der Zeit um 750–800 n. Chr. In dieser Zeit begann auch die frühmittelalterliche Besiedlung durch die Deutschen.
Das heute in Privatbesitz befindliche Schloss Fünfturm, das nicht öffentlich zugängig ist, war im 16. Jahrhundert ein Jagdschloss der Salzburger Erzbischöfe, bevor das Gebäude an Trips Graf Bergh kam. Von 1849 bis 1863 wurde das Schloss in seiner heutigen Gestalt errichtet. Im 20. Jahrhundert war es im Besitz des berühmten österreichischen Filmregisseurs Georg Wilhelm Pabst, der im Mittelpunkt des Romans Lichtspiel (2023) des deutsch-österreichischen Schriftstellers Daniel Kehlmann steht, wo es als Schloss Dreiturm im Dorf Tillmitsch erscheint.
Die Ortsgemeinde als autonome Körperschaft entstand 1850. Nach der Annexion Österreichs 1938 kam die Gemeinde zum Reichsgau Steiermark, 1945 bis 1955 war sie Teil der britischen Besatzungszone in Österreich.

### Bevölkerungsentwicklung
Die starke Zunahme der Einwohnerzahl beruht auf einer starken Zuwanderung. Seit dem Jahr 2001 ist die Geburtenbilanz leicht negativ.

## Wirtschaft und Infrastruktur

### Wirtschaftssektoren
Im Jahr 2010 bewirtschafteten 17 Haupterwerbsbauern mehr als die Hälfte der Agrarflächen. Im Produktionssektor arbeitet mehr als die Hälfte der Beschäftigten im Baugewerbe. Der größte Arbeitgeber im Dienstleistungssektor ist der Handel, gefolgt von sozialen und öffentlichen Diensten (Stand 2011).
| Wirtschaftssektor            | Anzahl Betriebe | Anzahl Betriebe | Anzahl Betriebe | Erwerbstätige | Erwerbstätige | Erwerbstätige |
| Wirtschaftssektor            | 2021            | 2011            | 2001            | 2021          | 2011          | 2001          |
| ---------------------------- | --------------- | --------------- | --------------- | ------------- | ------------- | ------------- |
| Land- und Forstwirtschaft 1) | 39              | 70              | 91              | 51            | 44            | 32            |
| Produktion                   | 51              | 29              | 28              | 406           | 302           | 352           |
| Dienstleistung               | 183             | 139             | 74              | 742           | 442           | 318           |

1) Betriebe mit Fläche in den Jahren 2010 und 1999, Arbeitsstätten im Jahr 2021
| Tillmitsch ist eine Pendlergemeinde. Von den 1655 Erwerbstätigen, die im Ort wohnen, arbeiten 267 in der Gemeinde und fast 1400 pendeln aus. Aus der Umgebung kommen 521, um in Tillmitsch zu arbeiten (Stand 2011). - Eisenbahn: Durch den Osten des Gemeindegebietes verläuft die Südbahn. Die nächstgelegenen Bahnhöfe (im Nahverkehr Kaindorf an der Sulm, im Fernverkehr Leibnitz) sind mit dem ÖPNV (Bus) in weniger als 15 Minuten erreichbar. - Straße: Die Pyhrn Autobahn A9, die östlich von Tillmitsch verläuft, bietet über die Anschlussstelle Leibnitz eine gute Verbindung nach Graz bzw. Maribor (SLO). | Die zur Anzeige dieser Grafik verwendete Erweiterung wurde dauerhaft deaktiviert. Wir arbeiten aktuell daran, diese und weitere betroffene Grafiken auf ein neues Format umzustellen. (Mehr dazu) |

## Politik

### Bürgermeister
Bei der konstituierenden Sitzung des Gemeinderats wurde Walter Novak (SPÖ) zum Bürgermeister von Tillmitsch gewählt. Er trat damit die Nachfolge von Erich Macher (ÖVP), welcher das Amt 2015 von Alfred Langbauer (SPÖ) übernahm, an. Der weitere Gemeindevorstand besteht aus dem 1. Vizebürgermeister Ewald Schenk (SPÖ), dem 2. Vizebürgermeister Erich Macher (ÖVP), dem Gemeindekassier DI Stefan Flucher (SPÖ) und dem weiteren Vorstandsmitglied Andreas Weiland (ÖVP).

### Gemeinderat
Die Gemeinderatswahl 2015 glich einem politischen Erdbeben. Die SPÖ, die aus den letzten Gemeinderatswahlen als klarer Sieger hervorging, verlor zwei Drittel ihrer Wähler und fiel damit von 14 auf vier Mandate zurück, ebenso viele wie die FPÖ, die bei den letzten beiden Wahlen gar nicht kandidiert hatte, und die Liste Wir für Tillmitsch unter ihrem Spitzenkandidaten Robert Gritsch, die sich erstmals zur Wahl stellte. Wahlsieger war die ÖVP, die sieben Sitze erreichte.
Bei der Gemeinderatswahl 2020 konnte die SPÖ die relative Mehrheit zurückgewinnen, sie stellt seitdem 10 Mandate. Die ÖVP und die Grünen konnten ihre Stimmenanteile in etwa halten und stellen weiterhin 7 bzw. 2 Mandate. Die FPÖ und die Liste Wir für Tillmitsch verloren beide stark und sind seitdem jeweils nur mehr mit einem Mandat im Gemeinderat vertreten.
| Partei             | 2025             | 2025             | 2025             | 2020  | 2020  | 2020  | 2015  | 2015  | 2015  | 2010             | 2010             | 2010             | 2005             | 2005             | 2005             | 2000             | 2000             | 2000             |
| Partei             | Sti.             | %                | M.               | Sti.  | %     | M.    | Sti.  | %     | M.    | Sti.             | %                | M.               | Sti.             | %                | M.               | Sti.             | %                | M.               |
| ------------------ | ---------------- | ---------------- | ---------------- | ----- | ----- | ----- | ----- | ----- | ----- | ---------------- | ---------------- | ---------------- | ---------------- | ---------------- | ---------------- | ---------------- | ---------------- | ---------------- |
| SPÖ                | 1369             | 61,89            | 13               | 833   | 45,42 | 10    | 409   | 21    | 4     | 1228             | 64               | 14               | 1319             | 71               | 15               | 901              | 52               | 8                |
| ÖVP                | 410              | 18,54            | 4                | 550   | 29,99 | 7     | 611   | 32    | 7     | 545              | 28               | 6                | 426              | 23               | 5                | 689              | 40               | 6                |
| Die Grünen         | nicht kandidiert | nicht kandidiert | nicht kandidiert | 157   | 8,56  | 2     | 173   | 9     | 2     | 144              | 8                | 1                | 105              | 6                | 1                | nicht kandidiert | nicht kandidiert | nicht kandidiert |
| Wir für Tillmitsch | 99               | 4,48             | 1                | 150   | 8,18  | 1     | 360   | 19    | 4     | nicht kandidiert | nicht kandidiert | nicht kandidiert | nicht kandidiert | nicht kandidiert | nicht kandidiert | nicht kandidiert | nicht kandidiert | nicht kandidiert |
| FPÖ                | 334              | 15,10            | 3                | 144   | 7,85  | 1     | 378   | 20    | 4     | nicht kandidiert | nicht kandidiert | nicht kandidiert | nicht kandidiert | nicht kandidiert | nicht kandidiert | 133              | 07               | 1                |
| Wahlberechtigte    | 3.337            | 3.337            | 3.337            | 2.901 | 2.901 | 2.901 | 2.768 | 2.768 | 2.768 | 2.675            | 2.675            | 2.675            | 2.520            | 2.520            | 2.520            | 2.219            | 2.219            | 2.219            |
| Wahlbeteiligung    | 66,53 %          | 66,53 %          | 66,53 %          | 64 %  | 64 %  | 64 %  | 71 %  | 71 %  | 71 %  | 73 %             | 73 %             | 73 %             | 75 %             | 75 %             | 75 %             | 78 %             | 78 %             | 78 %             |

### Wappen
Das 1973 verliehene Gemeindewappen zeigt: „In einem durch einen schmalen silbernen Wellenpfahl gespaltenen Schild vorn drei übereinander stehende silberne Tannen in grünem Feld, hinten eine rote, silbern gefugte Ziegelmauer.“

## Persönlichkeiten

### Ehrenbürger
- Franz Feldbacher († 2019), Alt-Bürgermeister von Tillmitsch